# 로도센
로도센(영어: rhodocene)은 화학식이 [Rh(C
5H
5)
2]인 화합물이다. 각 분자는 샌드위치 배열에서 사이클로펜타다이엔일 고리로 알려진 5개의 탄소 원자로 구성된 두 개의 평면 방향족 시스템 사이에 결합된 로듐 원자를 포함하고 있다. 그것은 (합틱) 공유 로듐-탄소 결합을 가지고 있기 때문에 유기금속 화합물이다.

## 같이 보기
- 샌드위치 화합물